# Люшево (Цехановський повіт)
Люшево (пол. Luszewo) — село в Польщі, у гміні Гліноєцьк Цехановського повіту Мазовецького воєводства.
Населення — 145 осіб (2011).
У 1975-1998 роках село належало до Цехановського воєводства.

## Демографія
Демографічна структура станом на 31 березня 2011 року:
|          | Загалом | Допрацездатний вік | Працездатний вік | Постпрацездатний вік |
| -------- | ------- | ------------------ | ---------------- | -------------------- |
| Чоловіки | 66      | 15                 | 42               | 9                    |
| Жінки    | 79      | 15                 | 44               | 20                   |
| Разом    | 145     | 30                 | 86               | 29                   |